# Ferdinand Kübler

Efter cykelkarriären försörjde sig Kübler bland annat som skidlärare.

Ferdinand "Ferdi (Ferdy)" Kübler, född den 24 juli 1919 i Marthalen, död den 29 december 2016 i Zürich, var en schweizisk landsvägscyklist, som var professionell från 1940 till 1956. I inledningen av sin karriär kunde han bara tävla i Schweiz på grund av andra världskriget - han tog då sin första seger i Schweiz runt (1943) och vann flera schweiziska mästerskap (tre i förföljelselopp, två i backe och ett i cykelcross).  Efter kriget, när tävlingarna ute i Europa började återupptagas, lyckades han vinna Tour de France 1950 (han kom även tvåa 1954 då han dessutom vann loppets poängtävling) och bli världsmästare i linjelopp 1951, efter att ha tagit VM-silver 1949 och VM-brons 1950. 1951 vann han både Liège–Bastogne–Liège och La Flèche Wallonne vilket han upprepade 1952. Han vann även två Schweiz runt till, två Romandiet runt, fem schweiziska mästerskapstitlar i linjelopp, samt ett Bordeaux–Paris och hans sista stora seger var Milano-Turin 1956. Han vann den "inofficiella världscupen", Challenge Desgrange-Colombo, 1950, 1952 och 1954, samt slutade tvåa 1951.

## Meriter
1940
 Schweizisk mästare - individuellt förföljelselopp
1941
 Schweizisk mästare - individuellt förföljelselopp
 Schweizisk mästare - backlopp
1942
Tour de Suisse
 Totalvinnare
Vinnare av etapp 2
 Schweizisk mästare - backlopp
1943
Vinnare av Züri Metzgete
Vinnare av Berner Rundfahrt
 Schweizisk mästare - individuellt förföljelselopp
1945
 Schweizisk mästare - cykelcross
1947
Vinnare av etapperna 1 och 5 i Tour de France
Vinnare av etapp 3 i Tour de Suisse
3:a totalt i Tour de Romandie
1948
Tour de Suisse
 Totalvinnare
Vinnare av etapperna 1a, 3b, 6 och 7b
Tour de Romandie
 Totalvinnare
Vinnare av etapperna 1 och 2
 Schweizisk mästare - linjelopp
Vinnare av Grand Prix de Suisse
1949
Vinnare av etapp 5 i Tour de France
Vinnare av Berner Rundfahrt
Vinnare av Vier-Kantone Rundfahrt
 Schweizisk mästare - linjelopp
Vinnare av Grand Prix de Suisse
2:a totalt i Tour de Romandie
 2:a i Världsmästerskapen i linjelopp
1950
Tour de France
 Totalvinnare
Vinnare av etapperna 6, 16 och 20
Vinnare av etapp 4 i Tour de Romandie
Vinnare av Gran Premio di Lugano
Vinnare av Challenge Desgrange-Colombo
 Schweizisk mästare - linjelopp
2:a i Lombardiet runt
 3:a i Världsmästerskapen i linjelopp
4:a totalt i Giro d'Italia
1951
 Världsmästare i linjelopp
Tour de Suisse
 Totalvinnare
Vinnare av etapperna 2 och 4
Vinnare av La Flèche Wallonne
Vinnare av Liège-Bastogne-Liège
Tour de Romandie
 Totalvinnare
Vinnare av etapperna 1a, 1b, 2 och 4
Vinnare av Prix Dupré-Lapize (med Armin von Büren)
 Schweizisk mästare - linjelopp
Vinnare av Rom-Neapel-Rom
3:a totalt i Giro d'Italia
1952
Tour de Suisse
Vinnare av etapp 6
2:a totalt
Vinnare av La Flèche Wallonne
Vinnare av Liège-Bastogne-Liège
Vinnare av Tour du Lac Léman
Vinnare av Challenge Desgrange-Colombo
3:a totalt i Giro d'Italia
1953
Vinnare av etapp 3b i Tour de Romandie
Vinnare av etapp 1 Tour de Luxembourg
Vinnare av Bordeaux–Paris
Vinnare av etapp 8 i Tour de l'Ouest
2:a i La Flèche Wallonne
2:a i Paris-Tours
1954
Tour de France
 Vinnare av poängtävlingen
Vinnare av etapperna 5 och 14
2:a totalt
Vinnare av Giro del Ticino
Vinnare av Challenge Desgrange-Colombo
 Schweizisk mästare - linjelopp
2:a i Gent-Wevelgem
2:a i La Flèche Wallonne
3:a i Liège-Bastogne-Liège
3:a i Paris-Bryssel
1955
Vinnare av etapp 5 i Tour de Suisse
1956
Vinnare av Milano-Turin